# Machno i jego Żydówka
Machno i jego Żydówka – opowiadanie Josepha Kessela z 1926 (wydane w Paryżu), oskarżające Nestora Machnę o antysemityzm.
Utwór oparty jest na wcześniejszym pamflecie autorstwa Nikołaja Gierasimowa, wyrzuconego z Czechosłowacji bolszewickiego szpiega. Kessel portretuje w nim Nestora Machnę, przywódcę anarchistycznej rewolucji na Ukrainie (tzw. Machnowszczyzny). Portret ten jest daleki od rzeczywistości – Machno jest w nim antysemickim psychopatą zmuszającym młodą Żydówkę do małżeństwa w cerkwi. Po publikacji opowiadania Machno spotkał się z Kesselem w klubie przy Faubourg, by wyjaśnić wszystkie nieścisłości zawarte w utworze.